# Fabio Radaelli
Fabio Radaelli (Benito Juárez, Buenos Aires, Argentina, 13 de abril de 1969) es un exfutbolista y entrenador argentino. Se desempeñaba como lateral derecho. Se ha desempeñado en cargos como coordinador y director de captación en las divisiones inferiores de varios clubes.

## Trayectoria

### Como futbolista
Llegó desde muy chico a Ferro, donde realizó las inferiores. En el año 1992 debutó en Primera. Se destacó por el carril derecho a partir de sus buenas condiciones para la marca y la proyección. Estuvo en Caballito hasta mediados 1994, cuando abandonó la institución por falta de oportunidades (completó 16 encuentros y un gol). Llegó al Club Atlético Banfield y jugó durante una temporada (1994-95), en la que alcanzó a disputar 13 partidos, con dos tantos. Uno de ellos, el más recordado, luego de una jugada de Javier Zanetti, en un partido ante Club Atlético Boca Juniors del Torneo Apertura 1994. El otro, en ese mismo campeonato, se lo hizo a Talleres de Córdoba (victoria 1 a 0 de Banfield). Para el comienzo de la temporada 1995-96 se incorporó al Deportivo Español, pero solo pudo jugar dos partidos en el primer torneo. Luego recaló en San Martín de Tucumán, que disputaba la B Nacional. Y en esa categoría jugó también para Club Atlético Aldosivi de Mar del Plata.

### Carrera en divisiones inferiores
A comienzos del nuevo siglo, Juan Esnaider lo convocó al club Cadetes para que se haga cargo del fútbol juvenil. Y le suministro todo para que no tenga problemas: instalaciones, indumentaria, y un sueldo atípico para la categoría, disputaban la liga marplatense y eventualmente inferiores de AFA y Torneo Argentino C. Creció en el puesto de ayudante de campo de la primera y llegó a dirigir a las selecciones sub-15 y sub-17 de Mar del Plata.

#### Tigre
En 2008 se hizo cargo de las inferiores de Tigre, donde consiguió muy buenos resultados y formó jugadores de gran calidad que se asentaron en primera, tales como Rubén Botta, Joaquín Arzura, Kevin Itabel, Lucas Menossi o Alexis Castro. Estuvo al frente de las inferiores por 4 años hasta que aceptó una oferta para ser el coordinaro de las divisiones inferiores de Racing.

#### Racing
Se convirtió en el coordinador de las inferiores de Racing en septiembre de 2012, en reemplazo de Gustavo Grossi. El 26 de agosto de 2013 se debió hacer cargo de forma interina del equipo de primera división luego de que el club despidiera al técnico Luis Zubeldía. Tras ello volvió nuevamente a su rol como coordinador de inferiores. El 7 de mayo de 2014 se tuvo que volver a hacer cargo del equipo de primera división tras la renuncia del entonces técnico Reinaldo Merlo. El 24 de diciembre del 2015 dejó de ser el coordinador de Racing

#### Unión Española
El 11 de mayo de 2016 se informa que formará parte del cuerpo técnico de Martín Palermo, contratado como entrenador de Unión Española.

#### Ferro
El día viernes 29 de julio es presentado como el nuevo entrenador del Club Ferro Carril Oeste El cuerpo técnico estaba integrado por José Villarreal como ayudante de campo, Daniel Traba y Federico Parra como preparadores físicos y Fabián Cancelarich como entrenador de arqueros.

#### River Plate
En diciembre de 2023 Radaelli fue anunciado como nuevo director de captación en las divisiones inferiores de River Plate para la temporada 2024.

## Clubes

### Como jugador
| Club                  | País      | Años      |
| --------------------- | --------- | --------- |
| Ferro Carril Oeste    | Argentina | 1992-1994 |
| Banfield              | Argentina | 1994-1995 |
| Deportivo Español     | Argentina | 1995-1996 |
| San Martín de Tucumán | Argentina | 1997-1997 |
| Aldosivi              | Argentina | 1997-1998 |

### Como entrenador
| Club               | País      | Cargo                     | Años      |
| ------------------ | --------- | ------------------------- | --------- |
| Tigre              | Argentina | Coordinador de inferiores | 2008-2012 |
| Racing             | Argentina | Coordinador de inferiores | 2012-2015 |
| Unión Española     | Chile     | Ayudante de campo         | 2016-2017 |
| Ferro Carril Oeste | Argentina | Entrenador                | 2017      |
| Aldosivi           | Argentina | Entrenador                | 2019      |
| Huracán            | Argentina | Coordinador de inferiores | 2021-2022 |
| Tigre              | Argentina | Coordinador de inferiores | 2023      |
| River Plate        | Argentina | Director de captación     | 2024      |